# Badu Buck
Badu Isaiah Melbourne Buck (* 5. April 1999) ist ein deutscher Basketballspieler.

## Laufbahn
Buck spielte als Jugendlicher beim DBV Charlottenburg, dann bei Alba Berlin. Mit Albas U19-Mannschaft wurde er 2018 deutscher Meister. Darüber hinaus wurde Buck in der zweiten Herrenmannschaft der Berliner in der Regionalliga eingesetzt.
In der Sommerpause 2018 wechselte Buck zum Bundesligisten s.Oliver Würzburg. Dort wurde er zunächst mehrheitlich bei der Ausbildungsmannschaft TG s.Oliver Würzburg in der 2. Bundesliga ProB eingesetzt, im November 2018 erhielt er im Duell mit seinem vorherigen Verein Alba Berlin seinen ersten Bundesliga-Einsatz. Buck erlitt im Frühjahr 2019 eine Knöchelverletzung, die ihn mehr als ein Jahr außer Gefecht setzte. Ende Oktober 2020 schloss er sich dem Zweitligisten Uni Baskets Paderborn an. Bei den Ostwestfalen wurde er Mannschaftskapitän.
In der Sommerpause 2022 wurde Buck von den Wiha Panthers Schwenningen (2. Bundesliga ProA) unter Vertrag genommen und erhielt auch dort das Kapitänsamt. Er stieg mit den Schwenningern, die Anfang Februar 2023 einen Insolvenzantrag stellten und wegen Regelverstößen Punkte abgezogen bekamen, 2023 als Tabellenletzter ab. Buck erzielte während der Saison 2022/23 im Schnitt 8 Punkte je Begegnung.
Im Sommer 2023 wechselte er zum Drittligisten Dragons Rhöndorf. Mit der Mannschaft belegte er in der Hauptrunde der Saison 2023/24 den ersten Platz der Südstaffel der 2. Bundesliga ProB und wurde Ende Mai 2024 durch zwei Siege gegen die RheinStars Köln Meister der ProB. Er verließ Rhöndorf und spielte fortan für die Berlin Braves in der Nordstaffel der 2. Bundesliga ProB. Im Dezember 2024 wechselte Buck zum Zweitligisten Artland Dragons. Für die Niedersachsen erzielte er in 22 Ligaspielen im Durchschnitt 5 Punkte und verpasste mit der Mannschaft den sportlichen Klassenerhalt. Trainer Stephan Dohrn, zu dessen Schützlingen Buck bereits in Rhöndorf gehörte, holte ihn während der Sommerpause 2025 zum Zweitligisten EPG Guardians Koblenz.

### Nationalmannschaft
2015 nahm Buck mit der deutschen U16-Nationalmannschaft an der Europameisterschaft teil, 2017 war er bei der U18-Europameisterschaft mit einem Punkteschnitt von 7,1 pro Spiel fünftbester Korbschütze der deutschen Auswahl. 2019 wurde er in die U20-Nationalmannschaft berufen.

## Erfolge
- Meister der ProB: 2024